# Akashi Shiganosuke
Akashi Shiganosuke (jap. 明石 志賀之助; * um 1600 in der Präfektur Tochigi (?); † um 1649) war ein legendärer Sumōringer, dessen historische Existenz nicht gesichert ist, der aber als erster Yokozuna gilt.
Akashi soll den Titel Yokozuna zum ersten Mal verliehen bekommen haben, angeblich wurde er allerdings erst postum zuerkannt. Einer von mehreren Legenden zufolge gilt Akashi auch als Erfinder der Tsuna, des dicken Seils um die Hüften, das bis heute das Zeichen der Großmeisterwürde ist, indem er sie als Zeichen der Achtung vor dem Tennō trug. Dagegen spricht allerdings, dass es keine bekannten Darstellungen von Ringern mit Tsuna aus dieser Zeit gibt. Die frühesten solchen Bilder zeigen die Yokozuna nach 1789.
Da die Aufzeichnungen im Sumō erst später beginnen, sind die Lebensdaten und sogar die bloße Existenz Akashis nicht belegt. Zumindest seine angebliche Körpergröße von 2,30 m dürfte für einen mittelalterlichen Japaner ziemlich unwahrscheinlich sein, zumal die Körpergröße seiner Landsleute damals bei durchschnittlich 1,57 m lag. Dennoch wird er bis heute vom japanischen Sumōverband offiziell als erster Yokozuna geführt.